# Просто о важном
«Просто о важном» — одиннадцатый студийный альбом Леонида Агутина, выпущенный 1 апреля 2016 года.

## Об альбоме
Альбом был выпущен 1 апреля 2016 года. В первую неделю после выхода «Просто о важном» занял первое место в российском альбомном чарте iTunes Store. Через неделю опустился на седьмую строчку.
Альбом получил хорошие отзывы критиков. В частности, Алексей Мажаев, отмечает стабильно высокий уровень песен, которые выгодно смотрятся даже по сравнению с предыдущими работами музыканта. Узнаваемый стиль, пишет он, соседствует с умением удивить чем-то неожиданным. Борис Барабанов пишет о «взрослении» музыканта в связи с переходом в творчестве к более серьёзным темам, нежели музыкант поднимал ранее. «Точное чувство границы, за которой начинается бардовская песня и русский шансон», по словам Бориса Барабанова, показывают большой исполнительский профессионализм музыканта. Одной из лучших песен альбома критик называет песню «Севастополь»: «В это сложно поверить на фоне нарастающего вала ура-патриотического песенного шлака, но песня с названием „Севастополь“ у Агутина получилась едва ли не лучшей в альбоме: ностальгия пополам с лирикой, без тени пропаганды». Сергей Мезенов, обозреватель портала Colta.ru также пишет о взрослении музыканта и характеризует альбом как «неспешный лирический поп взрослого ответственного мужчины», состоящий из «легчайшей эстрадной музыки», у которой убраны «мельчайшие острые уголки», но которая при этом не теряет своего обаяния.
Александр Алексеев, в своей статье для «Российской газеты», приводит альбомы «Просто о важном» Леонида Агутина и Super группы Pet Shop Boys, вышедшие в один день, как пример разного подхода в творчестве среди популярных музыкантов. Super приводится в этой статье как пример желания музыкантов экспериментировать, но с оглядкой на свой привычный стиль, а «Просто о важном» описывается в контексте «верности традициям».

## Список композиций
Слова и музыка всех песен — Леонид Агутин.
| №                   | Название                      | Длительность |
| ------------------- | ----------------------------- | ------------ |
| 1.                  | «Отец рядом с тобой»          | 4:09         |
| 2.                  | «Севастополь»                 | 4:25         |
| 3.                  | «Птица чёрная»                | 3:50         |
| 4.                  | «Ты плачешь»                  | 3:40         |
| 5.                  | «Два сердца (Маленькое чудо)» | 3:38         |
| 6.                  | «Прости меня»                 | 4:13         |
| 7.                  | «До дыр»                      | 3:48         |
| 8.                  | «Она»                         | 4:07         |
| 9.                  | «Мама»                        | 4:25         |
| 10.                 | «Адриатика»                   | 4:22         |
| 11.                 | «Мой друг»                    | 4:19         |
| 12.                 | «Мир зелёного цвета»          | 3:30         |
| Общая длительность: | Общая длительность:           | 48:26        |